# Serge Hélan
Serge Hélan (ur. 24 lutego 1964 w Pointe-à-Pitre) – francuski lekkoatleta specjalizujący się w trójskoku i skoku w dal, medalista mistrzostw Europy oraz halowych mistrzostw świata i Europy, olimpijczyk.

## Kariera sportowa
Zajął 6. miejsce w trójskoku na mistrzostwach Europy juniorów w 1983 w Schwechat. Na światowych igrzyskach halowych w 1985 w Paryżu zajął 6. miejsce w skoku w dal. a na halowych mistrzostwach Europy w 1985 w Pireusie 9. miejsce w trójskoku. Zajął 9. miejsce w trójskoku na mistrzostwach Europy w 1986 w Stuttgarcie.
Zwyciężył w trójskoku, przed Christo Markowem z Bułgarii i Mykołą Musijenko ze Związku Radzieckiego, na halowych mistrzostwach Europy w 1987 w Liévin. Odpadł w kwalifikacjach tej konkurencji na halowych mistrzostwach świata w 1987 w Indianapolis i na mistrzostwach świata w 1987 w Rzymie. Zajął 13. miejsce w trójskoku na halowych mistrzostwach Europy w 1988 w Budapeszcie, 4. miejsce na halowych mistrzostwach Europy w 1989 w Hadze, 6. miejsce na halowych mistrzostwach świata w 1989 w Budapeszcie i 4. miejsce na igrzyskach frankofońskich w 1989 w Casablance. Odpadł w kwalifikacjach trójskoku na mistrzostwach Europy w 1990 w Splicie i na mistrzostwach świata w 1991 w Tokio.
Zdobył srebrny medal w trójskoku na halowych mistrzostwach Europy w 1992 w Genui, pomiędzy reprezentantami Wspólnoty Niepodległych Państw Leonidem Wołoszynem i Wasilijem Sokowem. Odpadł w kwalifikacjach skoku w dal i trójskoku na igrzyskach olimpijskich w 1992 w Barcelonie oraz w kwalifikacjach trójskoku na halowych mistrzostwach świata w 1993 w Toronto. Zdobył brązowy medal w skoku dal na igrzyskach śródziemnomorskich w 1993 w Narbonie. Zajął 9. miejsce w trójskoku na mistrzostwach świata w 1993 w Stuttgarcie. Na halowych mistrzostwach Europy w 1994 w Paryżu zajął 4. miejsce w trójskoku i odpadł w kwalifikacjach skoku w dal.
Zdobył srebrny medal w trójskoku na mistrzostwach Europy w 1994 w Helsinkach, przegrywając jedynie z Dienisem Kapustinem z Rosji, a wyprzedzając Mārisa Bružiksa z Łotwy. Zajął 5. miejsce w trójskoku w zawodach pucharu świata w 1994 w Londynie. Na halowych mistrzostwach świata w 1995 w Barcelonie wywalczył w tej konkurencji brązowy medal, za Brianem Wellmanem z Bermudów i Yoelbim Quesadą z Kuby. Odpadł w kwalifikacjach trójskoku na mistrzostwach świata w 1995 w Göteborgu i na halowych mistrzostwach świata w 1997 w Paryżu, a na mistrzostwach świata w 1997 w Atenach zajął w tej konkurencji 10. miejsce.
Zdobył brązowy medal w trójskoku na halowych mistrzostwach Europy w 1998 w Walencji (wyprzedzili go Jonathan Edwards z Wielkiej Brytanii i Charles Friedek z Niemiec. 
Był mistrzem Francji w trójskoku w 1986, 1987, 1989, 1991, 1994 i 1996, wicemistrzem w trójskoku w 1984, 1985, 1888, 1993, 1995 i 1997 oraz w skoku w dal w 1991, a także brązowym medalistą w skoku w dal w 1994. W hali był mistrzem Francji w trójskoku w latach 1986–1990, 1992–1995, 1997 i 1998 oraz w skoku w dal w 1990 i 1992, wicemistrzem w trójskoku i skoku w dal w 1985 oraz brązowym medalistą w trójskoku w 1984 i w skoku w dal w 1986.
Jako pierwszy zawodnik z Francji uzyskał w trójskoku odległość ponad 17 metrów (17,13 m, osiągnięte 17 sierpnia 1986 w Kolonii). Pięciokrotnie poprawiał rekord Francji w tej konkurencji, doprowadzając go do wyniku 17,55 m (13 sierpnia 1994 w Helsinkach). Rekord ten został poprawiony dopiero w 2010 przez Teddy’ego Tamgho.
Rekordy życiowe:
- trójskok – 17,55 m (13 sierpnia 1994, Helsinki)
- trójskok (hala) – 17,24 m (23 lutego 1997, Bordeaux)
- skok w dal – 8,12 m (24 maja 1992, Fontainebleau)
- skok w dal (hala) – 7,94 m (15 lutego 1992, Bordeaux)